# Georges Vedel
Georges Vedel (5 de julio de 1910 - 21 de febrero de 2002) fue un profesor de derecho público nacido en Auch, Francia.
Cursó estudios en el liceo francés de Maguncia, en las Facultades de Letras y de Derecho de Toulouse y en la Facultad de Derecho de París. Más tarde enseñó en las facultades de las universidades de Poitiers (1937), Toulouse (1939) y París, tanto en la Universidad de París-II como en el Institut d'études politiques. Fue decano (1962-1967) y después decano honorario (1968) de la Facultad de Derecho y de Ciencias Económicas de París.
Publicó bastantes obras, entre ellas varios manuales de ley constitucional y administrativa, que influyeron en las futuras generaciones de expertos legales franceses. A Vedel se le atribuye haber sido el revisor del derecho público en Francia, y fue principalmente conocido por su teoría de las bases constitucionales presentes en el derecho administrativo, una teoría que unificó el área de la ley pública en Francia.
Europeísta convencido, en los años 50 desempeñó un papel destacado, junto a Maurice Faure, en la redacción del Tratado de Euratom y de otros textos que establecieron las bases de la primitiva construcción europea. En 1980, el entonces presidente, Valéry Giscard d'Estaing, le nombró miembro del Consejo Constitucional, en el que permaneció hasta 1989. Desde allí se convirtió en árbitro respetado e indiscutible de la alternancia política, de las nacionalizaciones de 1981 y de las privatizaciones de 1986.
Fue comendador de la Legión de Honor, comendador de Palmas académicas, estuvo en posesión de la Cruz de Guerra (1939-1945) y se le otorgó el Gran Premio de la Academia de Ciencias Morales y Políticas por el conjunto de su obra, que incluye varios tratados de Derecho Constitucional y Administrativo. También fue investido doctor honoris causa por las universidades de Atenas y Bruselas. Fue miembro de la Academia Serbia de Ciencias y Artes, y el 28 de mayo de 1988 fue elegido para ocupar la silla 5 de la Academia Francesa, en reemplazo de René Huyghe. También era miembro de la Academia Real en Marruecos.

## Cargos públicos
Vedel desempeñó varios cargos fuera de la cátedra: 
- Consejero técnico del gabinete de Maurice Faure
- Presidente del Consejo arbitral franco-tunecino en marzo de 1956
- Miembro del Consejo de Enseñanza Superior (1962)
- Presidente del Comité jurídico del Ministerio de Hacienda (1962)
- Socio de la sociedad Le Monde (editora del periódico Le Monde)
- Presidente de la Asamblea Constitutiva de la Universidad de París-II
- Presidente del grupo ad hoc de personalidades independientes, designado por la comisión de la CEE (1971-1972)
- Presidente del Consejo Superior de Educación Nacional (1972)
- Miembro del Consejo Constitucional de Francia (1980-1989)

## Publicaciones

### Artículos
- Luchaire, François; Vedel, Georges (2000). «La transposition des opinions dissidentes en France est-elle souhaitable ? “ Contre ” : le point de vue de deux anciens membres du Conseil constitutionnel». Les Cahiers du Conseil constitutionnel (en francés) (Paris: Dalloz) (8): 111-112. Consultado el 24 de mayo de 2012.
- Vedel, Georges (mai-août de 1989). «Neuf ans au Conseil constitutionnel : Entretien avec Georges Vedel» [Nueve años en el Consejo constitucional: Entrevista con Georges Vedel]. Le Débat (en francés) (Paris: Gallimard) (55): 61-70. doi:10.3917/deba.055.0061.
- Vedel, Georges (1990). «La continuité constitutionnelle en France de 1789 à 1989» [La continuidad constitucional en la Francia de 1789 a 1989]. Revue française de droit constitutionnel (en francés) (Paris: PUF) (1): 5-15. ISBN 2-13-043373-1.
- Vedel, Georges (Décembre de 1996). «Excès de pouvoir législatif et excès de pouvoir administratif (I)» [Abuso de poder legislativo y abuso de poder administrativo (I)]. Les Cahiers du Conseil constitutionnel (en francés) (Paris: Dalloz) (1). Consultado el 24 de mayo de 2012.
- Vedel, Georges (Mai de 1997). «Excès de pouvoir administratif et excès de pouvoir législatif (II)» [Abuso de poder legislativo y abuso de poder administrativo (II)]. Les Cahiers du Conseil constitutionnel (en francés) (Paris: Dalloz) (2). Consultado el 24 de mayo de 2012.
- Vedel, Georges (1997). «Jurisprudence et doctrine : deux discours». La Revue administrative (en francés) (Paris: Éditions de la Revue administrative) (spécial): 10.

### Libros
- Carcassonne, Guy (2011). La Constitution [La Constitución]. Points (en francés). Préface de Georges Vedel (Dixième Édition). Paris: Éditions du Seuil. ISBN 978-2-7578-2141-1.
- Eisenmann, Charles (1986). La justice constitutionnelle et la haute Cour constitutionnelle d’Autriche. Collection Droit public positif (en francés). Préface de Hans Kelsen, Avant-propos de Georges Vedel. Paris: Economica. ISBN 2-7178-1210-5.
- Rousseau, Dominique (2010). Droit du contentieux constitutionnel [Derecho del contencioso constitucional]. Domat (en francés). Préface de Georges Vedel (9e édition). Paris: Montchrestien. ISBN 978-2-7076-1676-0.
- Vedel, Georges (1934). Essai sur la notion de cause en droit administratif français [Ensayo sobre la noción de causa en el derecho administrativo]. Thémis (en francés). Paris: Sirey.
- Vedel, Georges (1958). Droit administratif [Derecho administrativo]. Thémis (en francés). Paris: Presses Universitaires de France.
- Vedel, Georges (2002). Manuel élémentaire de droit constitutionnel [Manual elemental del derecho constitucional]. Bibliothèque Dalloz (en francés). Réédition présentée par Guy Carcassonne et Olivier Duhamel. Paris: Dalloz. ISBN 2-247-04267-8.

### Reportes
- Perspectivas a largo plazo de la agricultura francesa – La Documentation française, (1969)
- Aumento de las competencias en el Parlamento europeo – Journal des Communautés européennes, (1972)
- Financiamiento de las empresas públicas – J.O.C.E.S., (1976)
- Manejo de las empresas de prensa – J.O.C.E.S., (1979)
- Presidencia del Comité consultativo para la revisión de la Constitución – La Documentation française, (1993)